# Aesopus

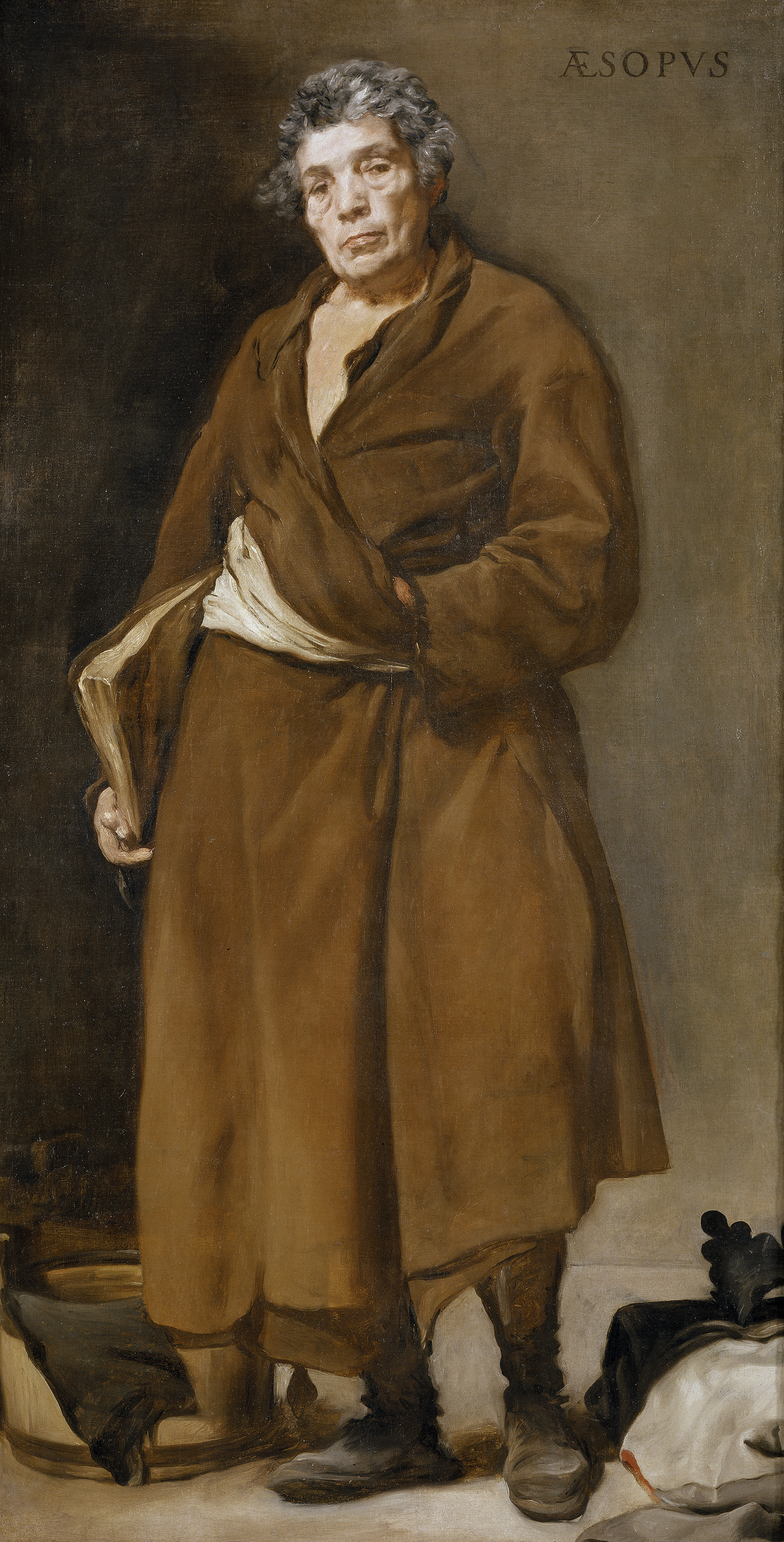
Aesopus verbeeld door Diego Velázquez rond 1640

Aesopus of Aisopos (Oudgrieks: Αἴσωπος) (vermoedelijk 6e eeuw v.Chr.), was een Griekse dichter van fabels. De fabels van Aesopus genoten in de oudheid al faam en vormden een inspiratiebron voor latere auteurs.

## Biografie
Aesopus' biografische gegevens zijn fragmentarisch en omstreden. Zijn geboorteplaats is onbekend, Aristoteles bericht dat hij van Thracische oorsprong was. Ook Frygië wordt als mogelijk geboorteland genoemd.
Volgens Herodotos (Hist. 2, 134) was Aesopus zoon van een slaaf en was hij als slaaf in dienst bij Iapedon of Iadmon. In dezelfde passage wordt vermeld dat de fabeldichter werd vermoord. Herodotos beschouwt dit verhaal klaarblijkelijk als bekend en gaat er niet verder op in. Een nadere toelichting van het verhaal wordt ons verschaft door Herakleidos Pontikos: Aesopus zou er onterecht van beschuldigd zijn een Apollo-beeldje uit de tempel in Delphi gestolen te hebben. Het verhaal gaat dat bij zijn bezoek aan Delphi de plaatselijke bevolking zou hebben verweten te profiteren van de tempelgiften en zo hun woede op zijn hals hebben gehaald. Daarom verstopten de priesters een gift in zijn bagage en lieten ze hem na zijn vertrek onderweg aanhouden. Als straf zou hij door de priesters van de rotsen zijn gegooid. De goden (en meer bepaald de god Apollo) zouden volgens de legende zijn onschuld gewroken hebben door een pestepidemie naar de stad te sturen, die pas verdween na betaling van zoengeld.
Ook de filosoof Xanthos wordt als heer van Aesopus genoemd. Xanthos zou Aesopus hebben vrijgelaten op basis van zijn slimme raadgevingen. Het verhaal gaat dat de filosoof in een dronken toestand had gezworen dat hij de volledige zee zou leegdrinken om zijn nadorst te lessen. Toen Xanthos' stadsgenoten hem deze eed wilden doen nakomen, kwam Aesopus hem te hulp: Xanthos moest eisen van het stadsbestuur dat geen druppel water aan de zee zou worden toegevoegd op het moment van drinken. Als dat niet kon worden gegarandeerd, dan kwam de eed te vervallen.
Sommige geleerden betwijfelen of Aesopus echt bestaan heeft. Volgens de Griekse traditie moest ieder literair genre een - al dan niet fictieve - euretes (εὑρετής) of uitvinder hebben. Herodotos noemt Aesopus als zodanig met betrekking tot de fabels. Of hij bestaan heeft of niet, in ieder geval genoot de figuur Aesopus in het klassieke Athene enige roem. Zijn populariteit blijkt onder meer uit het feit dat Aristophanes hem meerdere malen vermeldt in zijn komedies (Wespen v. 1259; De Vrede v. 139).

## Werk

Aesopus moralisatus, 1485

Aan Aesopus worden meer dan 350 fabels toegeschreven. Ze zijn gesteld in het Grieks en variëren in lengte. Over de precieze herkomst van de gedichten bestaat weinig zekerheid. Aangenomen wordt dat niet alle fabels van Griekse oorsprong zijn en dat de fabels die met zijn naam worden verbonden, dateren van zowel voor als na zijn tijd.
Sommige fabels van Aesopus, zoals de krekel en de mieren (Τέττιξ καὶ μύρμηκες) en de raaf en de vos (Κόραξ καὶ ἀλώπηξ) zijn, zij het in enigszins aangepaste vorm, nog algemeen bekend. Dit is te danken aan Phaedrus, Jean de La Fontaine en een onbekende middeleeuwse Nederlandstalige auteur die de bundel Esopet schreef.